# Fabrizio Mordente
Fabrizio Mordente (Salerno, 1532 – 1608 circa) è stato un matematico italiano.

## Biografia
Mordente è noto per l'invenzione di un particolare tipo di compasso, da lui chiamato "compasso proporzionale a otto punte" dotato, sui due bracci, di cursori atti a risolvere il problema della misurazione della circonferenza, dell'area del cerchio e delle frazioni d'angolo. Pubblicò il suo trattato, composto di un unico ampio foglio illustrato, a Venezia nel 1567; nel 1572 fu a Vienna alla corte dell'imperatore Massimiliano II e dal 1578 a Praga al servizio di Rodolfo II, al quale dedicò la nuova edizione di Anversa del 1584. A Praga conobbe Michel Coignet che dedicherà alcuni scritti all'invenzione.
Nel 1585 incontrò a Parigi Giordano Bruno, che apprezzò particolarmente l'invenzione, la quale gli permetteva di confutare l'ipotesi aristotelica dell'incommensurabilità degli infinitesimi, confermando così l'esistenza del "minimo", base della sua teoria atomistica. Bruno pubblicò così, quell'anno stesso, i dialoghi Mordentius e De Mordentii circino, elogiando Mordente ma rivolgendogli anche alcune critiche, che sollevarono le proteste del matematico alle quali il filosofo rispose polemicamente nel 1586 con le violente satire dell'Idiota triumphans e del De somnii interpretatione.
Entrato a servizio di Alessandro Farnese nel 1591, Mordente pubblicò l'ultima versione del suo trattato.

## Scritti
- Modo di trovare con l’astrolabio, o quadrante, o altro instromento, oltre gradi, intieri, i minuti, et secondi, et ognaltra particella, Venezia 1567
- Il compasso del s. Fabritio Mordente con altri istromenti mathematici ritrovati da Gasparo suo fratello, Anversa, Ch. Plantino, 1584
- Il compasso e figura di Fabritio Mordente, Parigi, J. Le Clerc, 1585
- Problema mirabile di Fabritio Mordente, manoscritto, 1586
- La quadratura del cerchio, la scienza de’ residui, il compasso et riga di Fabritio, et di Gasparo Mordente fratelli salernitani, Anversa, Ph. Galle, 1591
- Le propositioni di Fabritio Mordente salernitano, Roma, A. Giamin, 1598